# Rheurdt
Rheurdt là một đô thị ở huyện Cleves, trong Nordrhein-Westfalen, Đức. Đô thị này tọa lạc khoảng 10 km về phía tây của Moers.